# Kristian Pielhoff
Kristian Pielhoff Urrutia (San Sebastián, Guipúzcoa, 12 de junio de 1961) es un presentador de televisión español, conocido por ser el presentador de Bricomanía.

## Biografía
Nacido en la capital guipuzcoana, San Sebastián, tiene origen alemán por parte de padre, natural de Zarauz, quien le dio su apellido germano. Pero es su madre, la de apellido español, quien nació en Alemania. Se dio a la fama presentando, desde 1994, Bricomanía, un programa de televisión dedicado al bricolaje y a la jardinería, que se emitía originalmente en TVE-2, después en Telecinco, luego en Antena 3 desde el 25 de septiembre de 2010, y más tarde en Nova hasta octubre de 2019. En la actualidad reside en la localidad de Zarauz.
Cursó estudios de técnicas turísticas en la Universidad de Deusto en Bilbao. Sabe cinco idiomas: español, vasco, alemán, francés e inglés. Su trayectoria profesional se ha relacionado con el turismo y actividades comerciales dentro del sector de la construcción y la carpintería. 
En 1994 la productora de Bricomanía convocó un casting para encontrar al presentador del programa. Llegaron a presentarse más de 180 personas a la selección donde fue escogido. En julio de 2019 cumplió 25 años y 1000 programas emitidos. Finalmente, en octubre de 2020, la cadena Nova anunció la finalización de su emisión así como del programa Decogarden, a raíz de recortes presupuestarios motivados por la crisis sanitaria derivada del COVID-19. 
Pielhoff está casado, pero no tiene hijos. Vive con su pareja y sus perros en el municipio guipuzcoano, donde suele cruzarse con otro veterano presentador de la cadena y cocinero, Karlos Arguiñano, y el que es propietario de la productora Bainet.
Recientemente, ha aparecido en una campaña publicitaria de Movistar Riders Academy, un club de eSports creado para contribuir al desarrollo de los deportes electrónicos en España que, en esta edición, busca formar a jugadores en el Fortnite.